# La Nación (Paraguay)
La Nación es un periódico conservador paraguayo editado y publicado en la ciudad de Fernando de la Mora. Es de tiraje diario. Fue fundado el 25 de mayo de 1995.
El 16 de abril de 2015, el periódico, junto con todos los demás medios del Grupo Nación, fue adquirido por el Grupo Cartes, grupo empresarial perteneciente al expresidente paraguayo Horacio Cartes. Su hermana Sarah Cartes fue designada directora del periódico. Posteriormente el grupo adquirió el Diario Crónica, las estaciones de radio Montecarlo FM 100.9 y Radio Universo 970 AM. Actualmente el conglomerado tiene el canal de televisión GEN. El Grupo Nación Media está conformado por otros medios, como Radio Amor, Tropicalia, HeI y otros.
La Nación tiene alianzas estratégicas de información con el periódico estadounidense The Washington Post y La Nación de Argentina.
La ONG Survival le otorgó el premio al "Artículo más racista" del año 2007, por un artículo que llamaba a los indios "neolíticos" y compararlos con "un cáncer".
El 8 de abril de 2025 este diario, al igual que su hermano "El Popular", dejó de ser publicado en formato papel, siendo exclusivamente en formato digital.